# Guandu
För andra betydelser, se Guandu (olika betydelser).
Guandu är ett stadsdistrikt i Kunming i Yunnan-provinsen i sydvästra Kina.